# Alture di Bugul'ma e Belebej
Le alture di Bugul'ma e Belebej in russo Бугульминско-Белебеевская возвышенность?, Bugul'minsko-Belebeevskaja vozvyšennost') sono una zona debolmente rilevata della Russia europea orientale, compresa nel territorio delle repubbliche del Tatarstan e del Baškortostan e degli oblast' di Orenburg e Samara, approssimativamente delimitata dai corsi dei fiumi Belaja, Kama e Volga; prendono il nome dalle due cittadine di Bugul'ma, nel Tatarstan e Belebej, nel Baškortostan. Hanno quota media compresa fra i 200 e i 400 metri s.l.m. e sono in molti punti incise dalle vallate dei fiumi che le drenano.

## Idrografia
Nonostante la quota relativamente modesta, le alture sono un importante nodo idrografico dell'intera regione, vista la piattezza e la debolissima energia dei rilievi della pianura russa; nascono da questa regione di alture numerosi fiumi, tributari diretti o indiretti del Volga. I maggiori corsi d'acqua che drenano le alture sono:
- Sjun' e Čermasan, tributari di sinistra della Belaja;
- Ik, Zaj e Šešma, tributari sinistri della Kama;
- Bol'šoj Čeremšan, Sok (con il suo affluente Kondurča), tributari di sinistra del Volga;
- Bol'šoj Kinel', affluente di destra della Samara, sempre tributaria del Volga.

## Geologia
Dal punto di vista litologico sono formate prevalentemente (e similmente al resto del bassopiano Sarmatico) da rocce sedimentarie (arenarie, calcari, argilliti); nella zona si rinvengono abbondanti giacimenti petroliferi, che hanno portato ad un certo sviluppo economico e demografico nel corso del XX secolo.
Il clima è continentale, piuttosto arido; di conseguenza, il manto vegetale più frequente è quello della steppa alla quale si affiancano alcune aree forestali nelle zone meno secche.